# Lengua extranjera

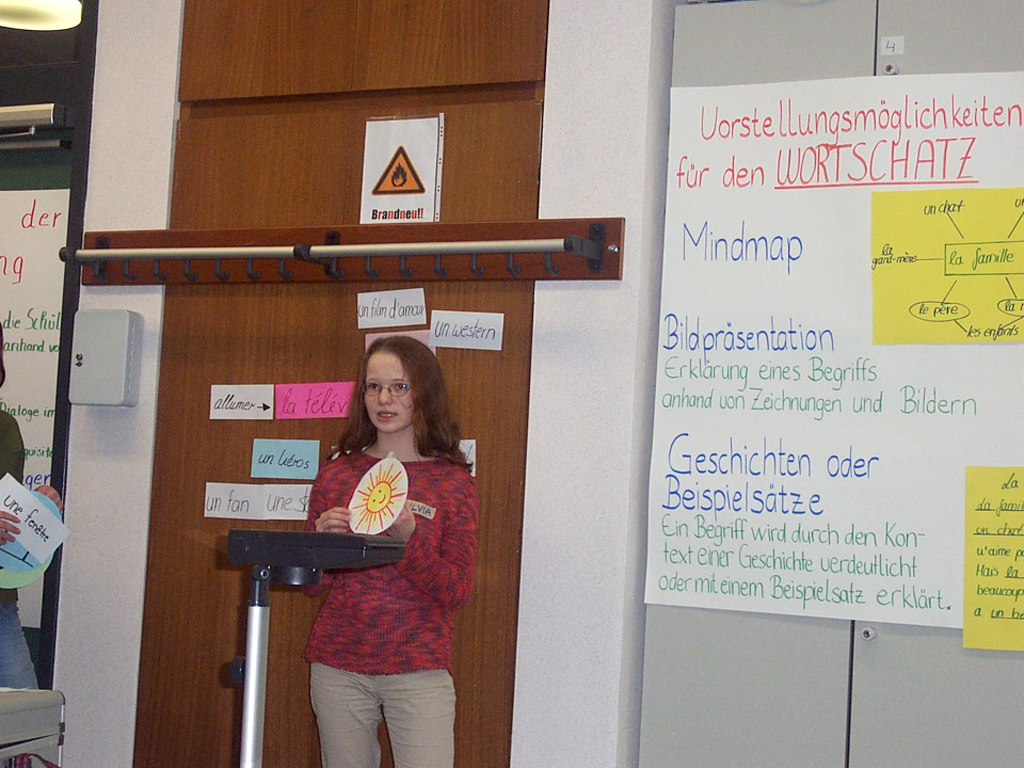
Estudiante alemana aprendiendo francés.

Una lengua extranjera o lengua alóctona es un idioma diferente del autóctono de un territorio determinado; para los hablantes de la lengua nativa de un territorio, las lenguas alóctonas a ese territorio se denominan lenguas extranjeras o foráneas.
Desde el punto de vista individual, una persona que aprende una lengua extranjera diferente de su lengua materna, adquiere esa segunda lengua si lo hace de manera consciente, ya sea en una escuela, con cursos de idiomas, de manera autodidacta o por medio de contactos sociales que hablan ese otro idioma.
El dominio de al menos una lengua extranjera supone una ventaja en el ámbito laboral, por ejemplo: hostelería, comercio internacional, investigación, etcétera. En Hispanoamérica y en la mayor parte del mundo, es común la enseñanza del inglés en las escuelas, en Estados Unidos y Brasil sucede lo propio con el español.